# Eucharissa stigmatica
Eucharissa stigmatica är en stekelart som beskrevs av John Obadiah Westwood 1874. Eucharissa stigmatica ingår i släktet Eucharissa och familjen Eucharitidae. Inga underarter finns listade i Catalogue of Life.